# GAZ-69
Le GAZ-69 était un véhicule tout-terrain produit par GAZ de 1953 à 1956, et par UAZ de 1954 à 1972.
Sa désignation militaire était ATK-L 69, tracteur d'artillerie léger sur roues, susceptible de tracter une charge maximale de 850 kg. Il pouvait transporter huit personnes, ou deux personnes plus une charge utile d'un poids maximal de 500 kg.
Extrêmement populaire en URSS, ce véhicule fut aussi utilisé par des organismes civils, et copié par plusieurs sociétés étrangères, principalement par ARO (Roumanie) entre 1957 et 1975, et en Chine à partir de 1962.

## Historique
Le GAZ-69 a été créé par Grigoriy Moïseyevitch Wasserman et son équipe. Le premier prototype fut prêt en octobre 1947, suivi par trois autres en 1948, tous sous le nom russe « Truzhenik » (travailleur). Après une batterie de tests et améliorations le véhicule entra en production le 25 août 1953 et fut produit à plus de 634 000 unités de 1953 à 1972 en URSS, et à de nombreux autres exemplaires en Roumanie et en Chine. On dénombrait en 1959 vingt-deux pays importateurs, et jusqu'à cinquante-six plus tard .

## Les différentes versions

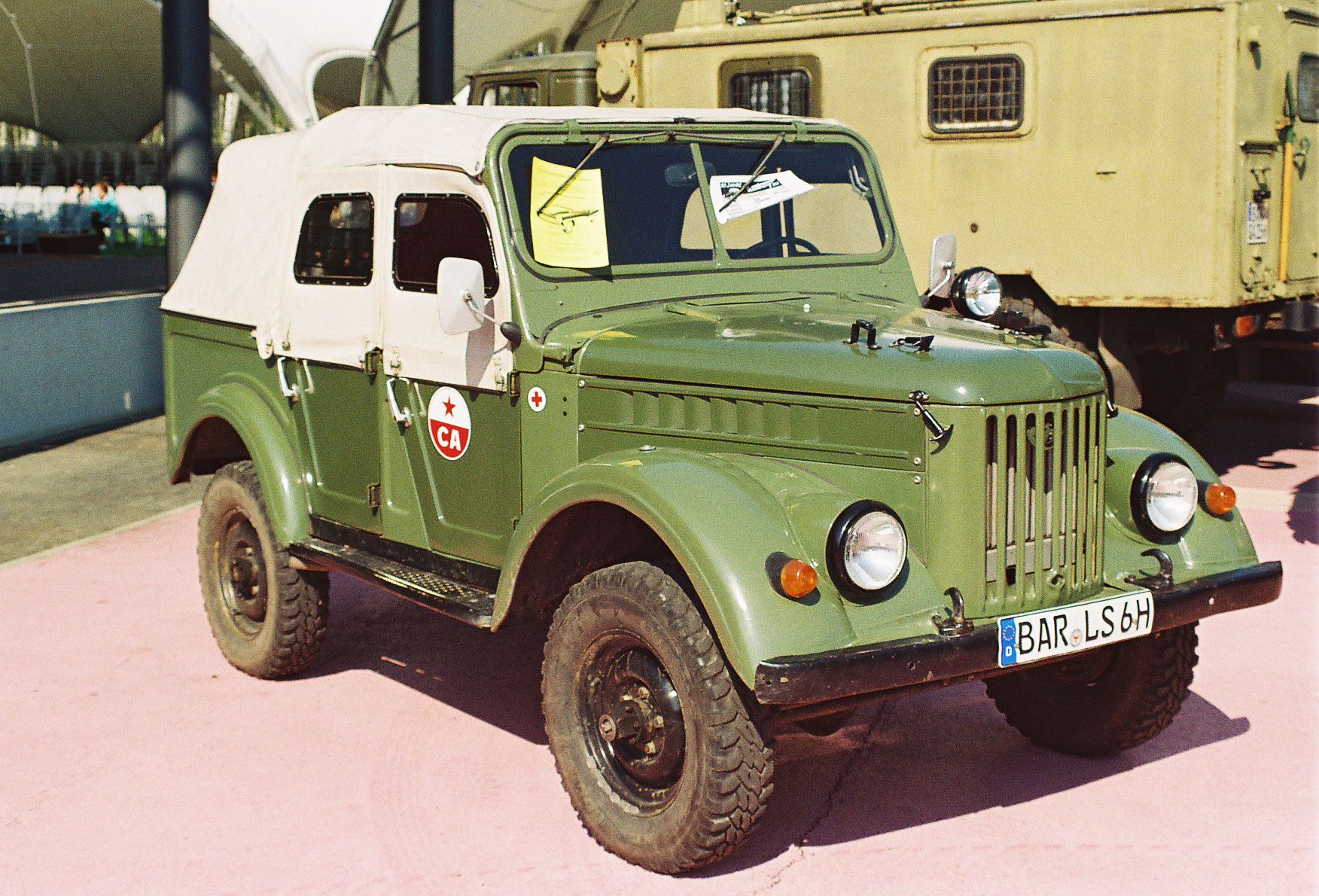
GAZ-69A

- GAZ-69 : version de base, deux portes
- GAZ-69A : version quatre portes
- GAZ-69-68 : modernisation de 1968
- GAZ-69A-68 : modernisation de 1968
- GAZ-69M : version d'exportation
- GAZ-69AM : version d'exportation
- GAZ-69M/71 : modernisation de 1971
- GAZ-69AM/71 modernisation de 1971 [5]
- 2P26 : version antichar
- GAZ-46 : version amphibie
- GAZ M72 : version purement civile du GAZ-69, produite de 1955 à 1958

## Caractéristiques
Le GAZ-69 était équipé d'un moteur quatre cylindres essence de 2112 cm3 de 55 ch (de 1953 à 1967), puis de 52 ch (de 1967 à 1973), lui permettant une vitesse maximale de 90 km/h pour une consommation de 16,5 L/100 km. Sa boîte de vitesses était à trois rapports, identique à celle de la GAZ-M20 Pobieda.
Un moteur de 65 ch de 2432 cm3 permettant une vitesse maximale de 100 km/h fut installé dans les versions 69M et 69AM destinés à l'exportation. 
Tous les véhicules étaient équipés de deux réservoirs de carburant, un de 47 litres sous le plancher, l'autre de 28 litres sous le siège du passager. 
Le GAZ-69 possédait deux portes et une capote en toile. Les variantes GAZ-69A et GAZ-69AM possédaient quatre portes.
Un version antichar fut produite, armée de quatre missiles 3M6 Shmel (code OTAN : AT-1 Snapper), nommée 2P26.
En 1968 et 1971, les véhicules furent modernisés, subirent quelques modifications mineures, et nommés GAZ-69-68 et GAZ-69A-68, GAZ-69M/71 et GAZ-69AM/71. 

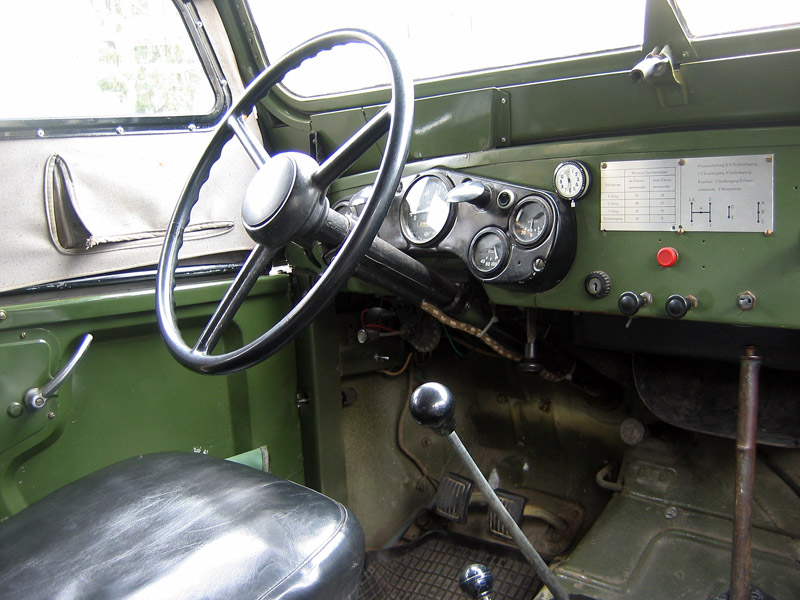
Poste de conduite

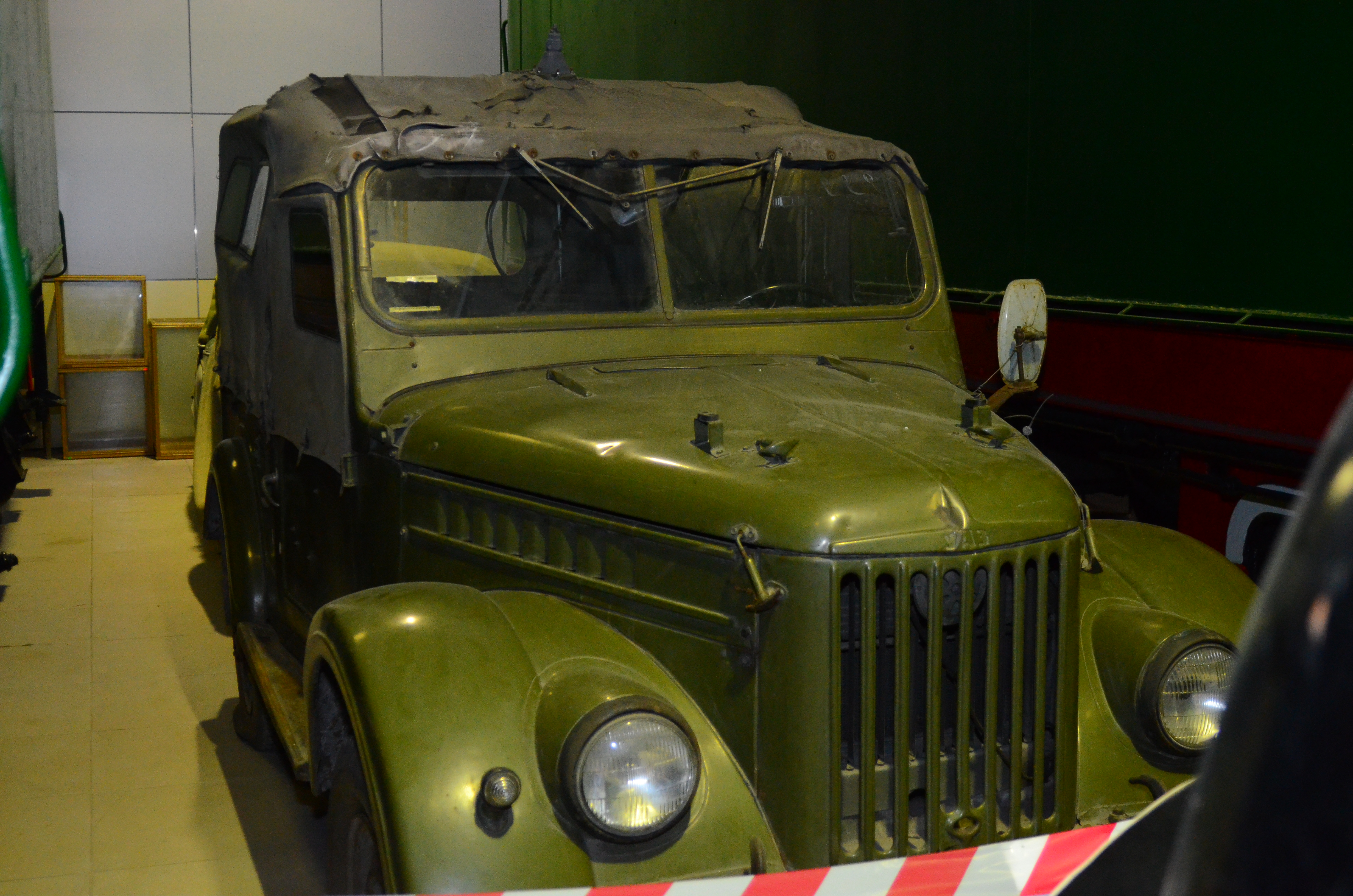
Un GAZ-69 au Musée ferroviaire de Donetsk.